# Polyclysta gonycrota
Polyclysta gonycrota is een vlinder uit de familie van de spanners (Geometridae). De wetenschappelijke naam van de soort is voor het eerst geldig gepubliceerd in 1932 door de Engelse entomoloog Louis Beethoven Prout. Het type-exemplaar bevond zich in het zoölogisch museum van Hamburg en was afkomstig van de Fiji-eilanden.